# Jazz
Jazz (ili džez) je glazbeni žanr koji je nastao u afroameričkim zajednicama New Orleansa, Sjedinjenim Državama, krajem 19. i početkom 20. stoljeća, a svoje je korijene povukao iz bluesa i ragtimea. Od početka doba jazza u 1920-ima, jazz je postao priznat kao veliki oblik glazbenog izričaja. Zajednički smisao afroamerikanaca i euroamerikanaca za nastup i izvedbu povezao je tada neovisnu tradicionalnu i popularnu glazbu. Jazz karakteriziraju swing (zamahnute) i plave note (note pjevane ili svirane za četvrt ili pola tona više ili niže od standardnih), "razgovor" među instrumentima, poliritmija i improvizacija. Svoje korijene vuče iz zapadnoafričke kulture i glazbe, time i afroameričke glazbene tradicije koje podrazumijevaju blues i ragtime, kao i europske vojne koračnice. Iako su temelji jazza duboko postavljeni unutar crnačkih iskustava u Sjedinjenim Državama, različite kulture također su pridonijele vlastitim iskustvima i stilovima ovoj vrsti umjetnosti. Intelektualci širom svijeta prihvatili su jazz kao "jedan od originalnih američkih vrsta umjetnosti."
Jazz se raširio po svijetu i privukao različitim nacionalnim, regionalnim i lokalnim glazbenim kulturama što je omogućilo nastanak mnogih karakterističnih stilova. Njuorleanski jazz niknuo je u ranim 1910-ima spojivši puhačke koračnice, francuske kadrile, biguine, ragtime i blues s kolektivnom polifonijskom improvizacijom. Za vrijeme 1930-ih su aranžirani i plesu orijentirani swing, big bendovi, Kansas City jazz, hard-swinging, bluesy, improvizacijski stil i romski jazz bili istaknuti stilovi. Pojavom bebopaa 1940-ih jazz se s plesne popularne glazbe odmaknuo prema izazovnijoj "glazbi glazbenika" koja se svira bržim tempom i sadržava više na akordu temeljene improvizacije. Cool jazz razvio se krajem 1940-ih, uvevši mirnije zvuke i duge, linearne melodije.
Početkom 1950-ih pojavio se free jazz koji je istraživao sviranje bez uobičajenih ritmičkih struktura. Sredinom 1950-ih kao spoj rhythm and bluesa, gospela i bluesa nastao je hard bop, a krajem desetljeća modalni jazz u kojem je glazbena ljestvica bila osnova glazbene strukture i improvizacije. Jazz fuzija pojavila se krajem 1960-ih i početkom 1970-ih, spojivši jazz improvizaciju s ritmovima rock glazbe, električnim instrumentima i jako pojačanim scenskim zvukom. Ranih 1980-ih, komercijalni oblik jazz fuzije zvan smooth jazz proslavio se pokrivši značajan dio radijskog programa. Ostali stilovi i žanrovi obilovali su 2000-ih, latina i afrokubanskog jazza.

## Etimologija i definicija
Kao predmet mnogih istraživanja bilo je značenje riječi jazz, a na sreću, negova povijest je dobro zabilježena. Smatra se da je povezana s riječju jasm, američkim žargonom koji datira iz 1860. godine, što znači "polet, energija." Najraniji pisani zapis te riječi je u članku novina Los Angeles Timesa iz 1912. u kojem je velikoligaški bejzbolski bacač nazvao svoje bacanje jazz ballom "zato što titra i ne možeš ništa poduzeti oko toga."
Uporaba riječi u glazbenom smislu zabilježena je 1915. godine u novinama Chicago Tribunea. U New Orleansu, prvi zapis te riječi izdan je 14. studenog 1916. u članku Times-Picayunea koji govori o "jas bendovima." U intervjuu za NPR, glazbenik Eubie Blake ponudio je svoja sjećanja originalnih žarkonskih konotacija tog termina, rekavši: "Kad ga je Broadway pokupio, nazvali su ga 'J-A-Z-Z.' Nismo ga tako zvali. Pisalo se 'J-A-S-S.' Da si znao njegovo stvarno značenje, ne bi ga izgovarao pred damama." Američko društvo za narječja prozvalo ju je riječju godine.
Jazz se dokazao teškim za definirati, jer obuhvaća širok opseg glazbe koja se prostire periodom od preko 100 godina, od ragtimea sve do jazz fuzije 2010-ih. Bilo je pokušaja da se definira jazz iz perspektive drugih glazbenih tradicija, poput europske glazbene povijesti ili afričke glazbe, no kritičar Joachim-Ernst Berendt tvrdi da bi njegove smjernice i definicija trebali biti širi, definiravši jazz kao "oblik glazbene umjetnosti koja je nastala u Sjedinjenim Državama kao posljedica sukoba crnačke s europskom glazbom." Također dodaje kako se ono razlikuje od europske glazbe u smislu da jazz ima "posebni odnos s vremenom koji se definira kao 'swing'", što uključuje "spontanost i vitalnost glazbene produkcije u kojoj improvizacija ima značajnu ulogu" i sadrži "zvučnost i način fraziranja što preslikava individualnost jazz glazbenika". Prema mišljenju Roberta Christgaua, "većina nas bi rekla da je izmišljanje značaja dok se prepuštamo doživljaju sama srž i obećanje jazza."
Širu definiciju koja obuhvaća sva radikalno različita doba jazza predložio je Travis Jackson: "to je glazba koja sadrži kvalitete poput swinga, improvizacije, grupne interakcije, razvitak 'individualnog glasa' te otvorenost prema različitim glazbenim mogućnostima." Krin Gibbard pruža pregled na raspravu oko definicija, tvrdeći da je jazz "koncepcija" koja je, iako umjetna, i dalje korisna za odrediti "više glazbenih vrsta koje imaju dovoljno sličnosti da se shvate kao dio povezane tradicije." U kontrast naporima komentatora i entuzijasta određenih vrsta jazza koji se zalažu za uže definicije koje isključuju druge vrste, sami glazbenici su često neskloni definiranju glazbe koju sviraju. U riječima Dukea Ellingtona, jednog od najpoznatnijih lica jazza: "Sve je to glazba."

## Glazbene značajkejazza
Osnovna značajka jazza je improvizacija, no sav jazz nije improvizacije već se sastoji od zadanih i improviziranih dijelova. Jazz improvizacija najčešće ima oblik teme s varijacijama. Tema je najčešće neka popularna pjesma od 32 takta. Temeljni harmonijski uzorak od 32 takta zove se korus. Improvizator varira izvornu melodiju mijenjajući joj visinu i ritam. Neke varijacije mogu biti slične originalnoj temi, dok se druge od nje bitno udaljavaju. 
Tijekom vremena se improvizacija razvijala. Ona je bila glavni element afričke i afro-američke glazbe te se u početku izvodila na način call and response tj. način kod kojega se izmjenjuju pojedinac i grupa. Kod rane blues glazbe isto je bio način call and response, ali se u njoj improvizirao i tekst. U New Orleans jazz stilu glazbenici su naizmjenično improvizirali melodiju, dok u swingu improvizacija je svedena na minimum jer big bandovi sviraju isključivo napisanu glazbu. 
Tri najznačajnije ritamske značajke jazza su sinkopirani ritam, sloboda izvođenja i stalan ritmički puls. Jazz glazbenici su imali slobodu izvođenja tj. mogli su usporavati ili ubrzavati ritamske figure. Mjera jazz-skladbi je četverodobna, s čestim naglascima lakih doba – druge i četvrte. Kako se jazz improvizacija razvijala ritam je postajao sve nepravilniji i složeniji. U ritmu je najveći dio crnačkog utjecaja na jazz.
Jazz melodije isto su tako fleksibilne kao i ritam. U početku se upotrebljavala europska dijatonska ljestvica nešto izmijenjena crnačkim sistemom skala tzv. blues ljestvica. Kasnije se zvuk oslobađa pa primjerice u free jazzu glazbenici odbacuju zadani tonalitet.  Jazz glazbenici također traže veću izražajnost i individualnost zvuka. Individualnost zvuka se postiže posebnim načinima sviranja koji uključuju blue notes, uporabu vibrata i glisanda. Tonska građa jazza je durska ljestvica sa sniženim 3., 5. i 7. stupnjem. 
Jazz najčešće svira mala grupa – combo od 2 do 8 izvođača ili velika skupina – big band od 10 do 15 izvođača. Temelj izvođačkog sastava je ritamska sekcija koja se najčešće sastoji od klavira, kontrabasa, udaraljki, ponekad bendža ili bas-gitare. Solistički instrumenti su: kornet, trublja, saksofon (sopran, alt, tenor, bariton), klavir, klarinet, vibrafon, trombon i dr. Svakom bilo većem ili manjem sastavu svojstvena je solistička postava. Princip sviranja nije stvaranje homogenog zvuka, već naprotiv isticanje razlika u instrumentalnim bojama. Svaki veliki solist ima svoj individualni nezamjenjivi ton. Limeni puhači mogu stvarati zanimljive boje uporabom različitih prigušivača – sordina. To su: obični sordino, torpedo sordino i lončasti sordino. Bogatstvo zvukovnih boja postiže se i spajanjem različitih instrumenata, bilo solističkih ili u skupinama. Ansambli pojedinih stilova razlikovali su se po broju i vrsti instrumenata, kao i po pripadnosti pojedinog instrumenta ritamskoj ili melodijskoj sekciji. Važniji instrumenti starijeg stila bili su trublja (kornet) i klarinet, koji je kasnije izgubio na važnosti. Bubnjevi se u doba be-bopa obogaćuju serijom afro-kubanskih instrumenata. Gudači, osim violine i kontrabasa, nisu imali važnije uloge. Gitara, nekad u ritamskoj grupi, danas pripada pretežno melodijskoj grupi. U be-bopu se melodijski instrumenti, truba i saksofon, ponekad pridružuju ritamskoj skupini. Ponekad u jazz-band ulaze i oboa i flauta. Klasična postava instrumenata se u novije vrijeme obogaćuje nizom novih rijetkih instrumenata, posebno iz folklora raznih zemalja. Tako se u free jazu koriste alpski rog, sitar, frule i različite udaraljke. Uz njih se susreću i instrumenti s električnim pojačalima, kao što su gitara, kontrabas, klavir i vibrafon, pa trublje i saksofoni.

## Formacije
Veličina sastava varira od trija do punog 
simfonijskog orkestra koji onda dobije pridjev "Jazz".
U Jazz orkestru svaki instrument može imati ulogu solista, služi se pisanim aranžmanima,a improviziraju samo pojedini solisti.
U malim sastavima improviziraju svi instrumenti na zadanu temu.

## Velikanijazza
Oba odjeljka kronološki su poredana po godini rođenja

### Instrumentalisti
- Charles "Buddy" Bolden (1877. – 1931.)
- Duke Ellington (1899. – 1974.)
- Louis Armstrong (1901. – 1971.)
- Joe Venuti (1903. – 1978.)
- Earl Hines (1903. – 1983.)
- Glenn Miller (1904. - 1944.)
- Fats Waller (1904. – 1943.)
- Count Basie (1904. – 1984.)
- Stéphane Grappelli (1908. – 1997.)
- Benny Goodman (1909. – 1986.)
- Art Tatum (1909. – 1956.)
- Sun Ra (1914. – 1993.)
- Ward Kimball (1914. – 2002.)
- Oliver Todd (1916. - 2001.)
- Thelonious Monk (1917. – 1982.)
- Dizzy Gillespie (1917. – 1993.)
- Nat King Cole (1919. - 1965.)
- Clark Terry (1920. – 2015.)
- Charlie Parker (1920. – 1955.)
- Dave Brubeck (1920. – 2012.)
- Charles Mingus (1922. – 1979.)
- Wes Montgomery (1923. – 1968.)
- Oscar Peterson (1925. – 2007.)
- Miles Davis (1926. – 1991.)
- John Coltrane (1926. – 1967.)
- Gerry Mulligan (1927. – 1996.)
- Conrad Janis (rođen 1928.)
- Chet Baker (1929. – 1988.)
- Bill Evans (1929. – 1980.)
- Ornette Coleman (1930. – 2015.)
- Stanley Turrentine (1934. – 2000.)
- Boško Petrović (1935. - 2011.)
- Bill Watrous (rođen 1939.)
- Wynton Marsalis (rođen 1961)
- Matija Dedić (rođen 1973.)

### Vokalisti
- Louis Armstrong (1901. – 1971.)
- Ivie Anderson (1905. – 1949.)
- Billie Holiday (1915. – 1959.)
- Frank Sinatra (1915. – 1998. )
- Ella Fitzgerald (1917. – 1996.)
- Anita O'Day (1919. – 2006.)
- Peggy Lee (1920. – 2002.)
- Joya Sherrill (1924. – 2010.)
- Sarah Vaughan (1924. – 1990.)
- Dinah Washington (1924. – 1963.)
- June Christy (1925. – 1990.)
- Betty Carter (1929. – 1998.)
- Abbey Lincoln (1930. – 2010.)
- Helen Merrill (rođena 1930.)
- Nina Simone (1933. – 2003.)
- Karin Krog (rođena 1937.)
- Monica Zetterlund (1937. – 2005.)
- Dee Dee Bridgewater (rođena 1950.)
- Radka Toneff (1952. – 1982.)
- Cassandra Wilson (rođena 1955.)

## Vanjske poveznice
- Hrvatski Jazz Portal
- Fest Jazza Koprivnica
- Jazz u Lincoln Centru
- Jazz u Smithsonijanskom muzeju
- RedHotJazz.com
- American Jazz Museum, službena web stranica
- Besplatna kolekcija jazza iz 1920-ih dostupna za preuzimanje na Archive.org
- The Historyscoper